# Grabowskia boerhaaviifolia
Grabowskia boerhaaviifolia är en potatisväxtart som först beskrevs av Carl von Linné d.y., och fick sitt nu gällande namn av Schlechtendal. Grabowskia boerhaaviifolia ingår i släktet Grabowskia och familjen potatisväxter. Inga underarter finns listade i Catalogue of Life.